# Kazimierz Rynkiewicz
Kazimierz Rynkiewicz (* 1969 in Radziłów) ist ein polnischer Philosoph.

## Leben
Er studierte von 1989 bis 1995 Philosophie und Theologie am Priesterseminar in Łomża und an der Theologischen Fakultät der Katholischen Universität Johannes Paul II. in Lublin und von 1996 bis 2001 Philosophie an der Hochschule für Philosophie München. Nach der Promotion 2001 in Philosophie bei Friedo Ricken und der Habilitation 2008 in Philosophie bei Wilhelm Vossenkuhl, Thomas Buchheim und Manfred Heim ist er seit 2015 Professor an der Ludwig-Maximilians-Universität München. Er lehrte auch an einigen Hochschulen in Polen. Von 2001 bis 2003 war er Pfarradministrator der Gemeinde Mariä Himmelfahrt (Aufkirchen), danach war/ist er auch an anderen Seelsorgestellen tätig. 

## Schriften (Auswahl)
- Von der Grundlegung der christlichen Ethik zur Grundlegung der philosophischen Anthropologie. Eine kritische Untersuchung zum Personbegriff bei Karol Wojtyla. Berlin 2002, ISBN 3-89825-395-3.
- Zwischen Realismus und Idealismus. Ingardens Überwindung des transzendentalen Idealismus Husserls. Frankfurt am Main 2008, ISBN 978-3-86838-006-4.
- Der Umgang mit Wissen heute. Zur Erkenntnistheorie im 21. Jahrhundert. Eine Einführung. Frankfurt am Main 2012, ISBN 3-86838-153-8.
- Die epistemische Koexistenz von Theorie und Wissen. Zur Wissenschaftstheorie im Zeitalter postmoderner Erwartungen. Hamburg 2016, ISBN 3-8300-8994-5.
- What can philosophy tell us today? A phenomenological consideration of achievements in cognitive science. Hamburg 2022, ISBN 978-3-339-12810-2